# سنگاپور در بازی‌های آسیایی ۱۹۷۴
سنگاپور در بازی‌های آسیایی ۱۹۷۴ در تهران، ایران که از ۱ تا ۱۶ سپتامبر ۱۹۷۴ برگزار شد، شرکت کرد. این کشور با ۱ مدال طلا، ۳ مدال نقره و ۷ مدال برنز (در مجموع ۱۱ مدال) در جایگاه سیزدهم قرار گرفت.